# الدوري الهولندي الدرجة الأولى 1979–80
الدوري الهولندي الدرجة الأولى 1979–1980 هو الموسم الرابع والعشرون من الدوري الهولندي الدرجة الأولى منذ إنشائه في عام 1956. فاز بهذا الموسم نادي غرونينغن.

## الفرق
يشارك 20 نادي في الدوري: النادي الذي يحتل المرتبة الأولى في هذا الدوري يتأهل مباشرة إلى الدوري الهولندي الممتاز، تأهل في هذه الدوري نادي غرونينغن.